# Warren Lawrence
Warren Adam Lawrence (nacido el 14 de mayo de 2003) es un nadador dominiqués. Es hijo del primer nadador olímpico de Dominica, Woodrow Lawrence, y clasificó para los Juegos Olímpicos de París 2024.

## Biografía
Lawrence nació el 14 de mayo de 2003. Su padre, Woodrow Lawrence, compitió en natación con Dominica en los Juegos Olímpicos de Atlanta 1996, la primera vez que el país compitió en los juegos. En 2019, Lawrence compitió en el Campeonato Nacional Suizo de Natación de Verano en seis eventos, incluidos varios estilos diferentes: espalda, mariposa, estilo libre y combinado. En 2020 participó en el 53.° Challenge International Geneve en cinco eventos y posteriormente en el Campeonato Nacional Suizo en seis eventos.
La temporada 2021 de Lawrence incluyó competir en el 38.º Encuentro Internacional Hi-Point, el Campeonato Nacional Suizo de 25 m, el Campeonato Nacional Suizo de 50 m y el Campeonato Nacional Suizo de Verano. En 2022 participó en varios campeonatos suizos y en enero de ese año también participó en un torneo en Viena. En julio de 2022, fue elegido para competir en los Juegos de la Mancomunidad de 2022 en cinco eventos, convirtiéndose en el primer representante de natación de Dominica en la competencia. Su padre se desempeñó como Jefe de Misión de Dominica en los juegos y Lawrence, aunque no logró avanzar en ninguna de sus eliminatorias, estableció varios récords personales.
En junio de 2023, Lawrence compitió en el Campeonato Regional Suizo y ganó dos medallas: una medalla de bronce en la prueba de 100 m mariposa y una medalla de oro en la prueba de relevos 4×100 estilo libre. Posteriormente, fue seleccionado para competir en el Campeonato Mundial de Natación de 2023 en dos eventos, convirtiéndose en el primer dominiqués en competir en la competencia. En los 50 m estilo libre, terminó sexto en su serie y 79.° en general, pero su tiempo de 24,51 s estableció tanto su récord personal como el récord nacional dominicano. También compitió en los 50 m espalda y quedó noveno en su serie. Más tarde ese año, compitió en el Campeonato Regional del Este de Suiza en octubre, ganando tres medallas: oro en los 50 m estilo libre, plata en los 50 m espalda y bronce en los 50 m mariposa. En el Campeonato Nacional Suizo de Piscina Larga de 2024, estableció dos récords nacionales más en los 50 m espalda y 50 m estilo libre.
Lawrence recibió una selección de universalidad y fue elegida para representar a Dominica en los Juegos Olímpicos de París 2024 en la prueba de 50 m estilo libre, convirtiéndose, junto con Jasmine Schofield, en el primer nadador olímpico dominiqués en 24 años.